# Горан Хаджич
Горан Хаджич (на сръбски: Горан Хаџић) е бивш сръбски политик, 2-ри президент на Република Сръбска Крайна в периода 1992 – 1994 година.

## Биография
Горан Хаджич е роден на 7 септември 1958 година в град Винковци, СР Хърватска. В младежките си години той членува в Съюза на комунистите. До 1990 година Хаджич е председател на община Пачетин. През пролетта на 1990 като кандидат на Съюз на комунистите – Партия за демократична промяна е избран за заместник на Общинския съвет на Вуковар. Скоро след това той се присъединява към Сръбската демократическа партия. На 10 юни 1990 година е избран за председател на СДС за град Вуковар. През март 1991 година. година вече е председател на Общинския съвет на Вуковар, член на Управителния съвет и на Изпълнителния съвет на СДС в Книн и заместник-председател на Регионалния съвет на СДС за Източна Славония и Западен Срем в Пакрач.
На 25 юни 1991 година, като един от лидерите на Сръбския национален съвет, взима участие на политически форум, който обхваща Източна Славония, Бараня и Западен Срем. В дните между 25 и 26 юни 1991 година., на Сръбския национален съвет се преобразува в правителство на автономна област Източна Славония, Бараня и Западен Срем. В същото време, Горан Хаджич е назначен за и.д. министър-председател на самопровъзгласилата се автономия. Заеманата му длъжост като министър-председател е от 25 юни до 25 септември 1991 година. На 25 септември 1991 година, Горан Хаджич става президент.
На 26 февруари 1992 година, Горан Хаджич е избран за министър-председател на Република Сръбска Краина и заема този пост до декември 1993 година.
Срещу Хаджич бива обвинен във военни престъпления от Международния съд за военни престълнения в бивша Югославия, арестуван на 20 юли 2011 година.